# Хірам III
Хірам III (д/н — бл. 531 до н. е.) — цар Тіра в 551—531 роках до н. е. У вавилонських написах відомий як Хіром (Хіран), Менандр Ефеський (за ним Йосиф Флавій) називає цього царя Ейром.

## Життєпис
Ймовірно був сином або іншим родичем Баала II, царя Тіра. 564 або 563 року до н. е., після смерті останнього, разом з іншим членами царської династії, Хірама відправили до Вавилону. Ймовірно, перебував тут до 551 року до н. е., незважаючи на те, що династію в Тірі відновлено 556 року до н. е.
Після смерті брата Магарбаала зі згоди вавилонського царя Набоніда став новим царем Тіра. Зберігав вірність Нововавилонському царству до самої його поразки і загибелі Набоніда у 539 році до н. е.
Невдовзі добровільно підкорився перському царю Киру II. Висловлюється думка, що цар Тіра отримав якісь торгівельні та політичні вигоди за аналогією з іншими державами Передньої Азії, що без опору визнали владу персів, зокрема отримав місто Сарепта. Натомість Хірам III обіцяв підтримку свого флоту для нових кампаній проти Єгипту.
Помер Хірам III між 533 і 531 роком до н. е. Трон спадкував його син Ітобаал IV.